# Simone Berriau
Simone Berriau conosciuta anche come Simone Berry, pseudonimo di Simone Blanche Eugénie Bossis (Touques, 21 luglio 1896 – Parigi, 26 febbraio 1984), è stata un'attrice, cantante, produttrice cinematografica e direttrice teatrale francese.

## Filmografia

### Attrice
- Ciboulette, regia di Claude Autant-Lara (1933)
- Itto, regia di Jean Benoît-Lévy (1934)
- Divine, regia di Max Ophüls (1935)
- La nostra compagna (La Tendre ennemie), regia di Max Ophüls (1936)
- À nous deux, madame la vie, regia di René Guissart (1937)
- Caffè internazionale (Café de Paris), regia di Yves Mirande, Georges Lacombe (1938)
- Dietro la facciata (Derrière la façade), regia di Yves Mirande, Georges Lacombe (1939)
- Transatlantico (Paris - New York), regia di Yves Mirande (1940)
- Dodici donne (Elles étaient douze femmes), regia di Georges Lacombe (1940)
- È arrivata la fortuna (Moulin Rouge), regia di André Hugon, Yves Mirande (1940)
- L'An 40, regia di Fernand Rivers (1941)
- La donna che ho più amato (La femme que j'ai le plus aimée), regia di Robert Vernay (1942)
- Soyez les bienvenus, regia di Jacques de Baroncelli (1942)
- Il destino si diverte (Les petits riens), regia di Raymond Leboursier (1942)